# Hong Kong Godfather
Ne doit pas être confondu avec Le Parrain de Hong Kong.
Pour plus de détails, voir Fiche technique et Distribution.
Hong Kong Godfather (衝擊天子門生, Tian zi men sheng) est un film d'action hongkongais réalisé par Ho Cheuk-wing et sorti en 1991 à Hong Kong.
Tourné en cantonais, il totalise 8 799 652 HK$ au box-office.

## Synopsis
Lorsque le chef de la triade Hung Hing est accusé du meurtre d'un policier de haut rang, il se cache et laisse l'organisation aux mains de ses fils dont le plus jeune, Koo Siu-york (Andy Lau) prend sa place. Une branche rivale de la triade cherche alors à s'installer sur son territoire et une guerre éclate entre les deux groupes, un inspecteur (Roy Cheung) se retrouvant pris entre deux feux.

## Fiche technique
- Titre original : 衝擊天子門生
- Titre international : Hong Kong Godfather
- Réalisation : Ho Cheuk-wing
- Scénario : Nam Yin
- Photographie : Ray Wong
- Montage : Kwok Ting-hung
- Musique : Jim Sam
- Production : Chan Chi-ming
- Société de production : Wang Fat Film Production
- Société de distribution : Golden Princess Film Production
- Pays d'origine :  Hong Kong
- Langue originale : cantonais
- Format : couleur
- Genre : Action et film de gangsters
- Durée : 94 minutes
- Dates de sortie :
  -  Hong Kong : 12 septembre 1991
  -  Japon : 16 mars 1994

## Distribution
- Andy Lau : Koo Siu-york
- Roy Cheung : l'inspecteur Leung Chun-pong
- Tommy Wong : Michael Koo Wu
- Lung Fong : Fred
- Yu Li : Jenny Lam
- Joey Wong : Mme Leung Chun-pong
- Alan Tang
- Jason Pai : Mark Koo
- Pau Fong : Koo Sau-chung
- Lo Lieh : l'inspecteur Sam Lam
- Lam Chung : un inspecteur
- Lau Kong (en) : l'inspecteur Lau
- Bill Lung : Woody
- Kong Foo-tak : un tueur à gage
- Alan Ng : Koo Kwok-cheung
- Lo Hung : le supérieur de l'inspecteur Leung
- Stephen Wong
- Raymond Yu
- Kong Foo-keung : un tueur à gage
- Hung Chi-sing : un policier
- Yeung Kin-wai
- Fung Man-kwong
- Lee Yung
- Lee Hok-leung
- Leung Kam-san : Oncle Wai
- Wai Ching : un membre de la triade
- Jack Wong : un homme de main de York
- Stephen Tung : le conducteur du camion de police
- Jacky Cheung Chun-hung : un membre de la triade
- Wai Nai-yip : un garde du corps
- Yu Ming-hin
- Chan King-chi
- Ching Kwok-leung : un tueur à gage
- Robert Zajac
- Chun Kwai-po
- Wong Kim-wai
- Fan Chin-hung
- Choi Hin-cheung
- Ling Chi-hung
- Ho Wing-cheung
- Mandy Chan
- Douglas Kung
- Woo Wing-tat
- Chan Siu-wah
- Fei Kin
- Tang Tai-wo
- Ha Kwok-wing
- Sam Wong
- Christopher Chan
- Jameson Lam